# Lomtjärnen (Hammerdals socken, Jämtland)
Lomtjärnen är en sjö i Strömsunds kommun i Jämtland och ingår i Indalsälvens huvudavrinningsområde.